# Igor Tchoumak

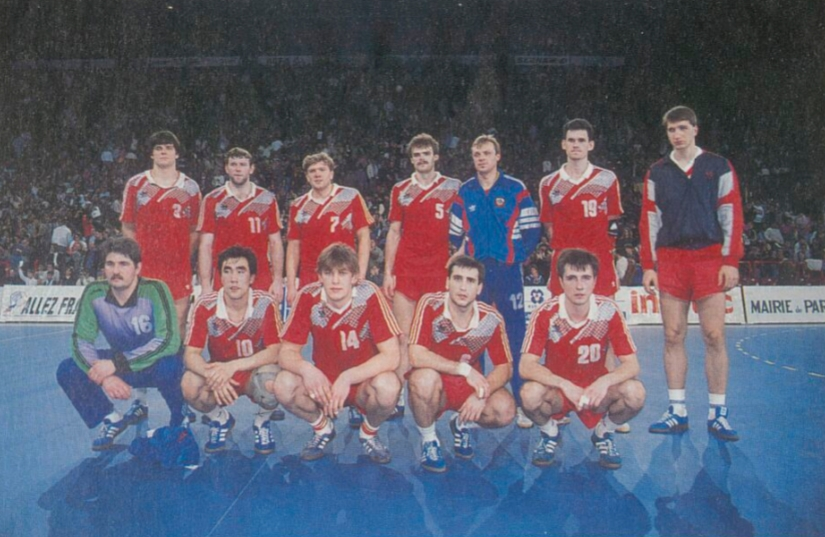
Tchoumak (1er accroupi) avec la CEI lors du Tournoi de Bercy 1992.

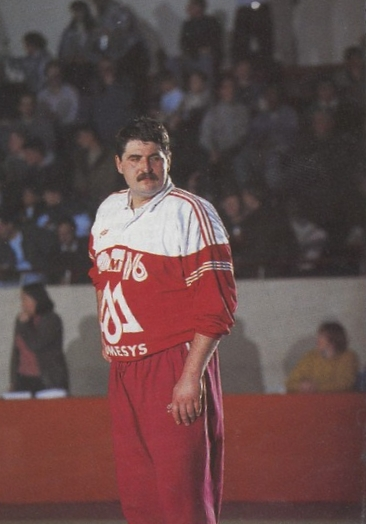
Tchoumak avec Montpellier en 1995.

Igor Vladimir Tchoumak (russe : Игорь Владимирович Чумак), né le 1er avril 1964 à Vladivostok, est un joueur de handball soviétique puis russe, évoluant au poste de Gardien de but. Il est notamment double champion olympique en 1988 et 1992.

## Palmarès

### En équipe nationale
- Jeux olympiques[2]
  -  Médaille d'or aux Jeux olympiques de 1988 de Séoul (avec  Union soviétique)
  -  Médaille d'or aux Jeux olympiques de 1992 de Barcelone (sous l'égide de Équipe unifiée)
- Championnats du monde
  -  Médaille d'argent au Championnat du monde 1990 en  Tchécoslovaquie (avec  Union soviétique)
- Autres
  -  Médaille d'or au Championnat du monde junior de 1983
  -  Médaille d'or au Championnat du monde junior de 1985
  -  Médaille d'or aux Goodwill Games de 1986

### En club
Compétitions internationales
- Coupe de l'IHF
  - Vainqueur (1): 1990 (avec SKIF Krasnodar)

Compétitions nationales
- Championnat d'URSS
  - Vainqueur (1) : 1990 (avec Dinamo Astrakhan)
  - Deuxième (2) : 1991 (avec Dinamo Astrakhan)
  - Troisième (3) : 1988, 1989, 1990 (avec SKIF Krasnodar)
- Coupe d'URSS/CEI
  - Vainqueur (4) : 1987, 1988, 1989, 1990 (avec SKIF Krasnodar)
- Championnat de France
  - Vainqueur (1) : 1995 (avec Montpellier Handball)

## Clubs
| Saison        | Club                  | Bilan              |
| ------------- | --------------------- | ------------------ |
| 2-3/2007      | Bergischer HC         | ? D2 All           |
| 2005-2006     | TV Willstätt          | ? D2 All           |
| 2004-2005     | Perpignan Handball    | ? N1               |
| 2003-2004     | Perpignan Handball    | ? N1               |
| 2002-2003     | SC Sélestat           | 12e D1             |
| 2001-2002     | SC Sélestat           | 13e D1             |
| 2000-2001     | Eintracht Hildesheim  | 20e D1 ALL (de)    |
| 1999-2000     | Girondins de Bordeaux | 9e D1              |
| 1998-1999     | ES Besançon           | 3e D2              |
| 1997-1998     | ES Besançon           | 3e D2              |
| 1996-1997     | ES Besançon           | 13e D1             |
| 1995-1996     | Montpellier Handball  | 4e D1              |
| 1994-1995     | Montpellier Handball  | Champion de France |
| 1993-1994     | Montpellier Handball  | 3e D1              |
| 1992-1993     | Montpellier Handball  | 5e D1              |
| 1991-1992     | Dinamo Astrakhan      | 3e D1 CEI          |
| 1990-1991     | Dinamo Astrakhan      | 2e D1 URSS         |
| 5-6/1990      | Dinamo Astrakhan      | Champion d'URSS    |
| 1979 à 5/1990 | SKIF Krasnodar        | des jeunes à D1    |